# Jurnalul unui puști
Jurnalul unui puști (engleză Diary of a Wimpy Kid) este un roman satiric realist din 2007 al scriitorului Jeff Kinney. Este primul volum al unei serii de cărți omonime, toate cele paisprezece cărți având ca personaj principal pe Greg Heffley, un puști  care întâmpină numeroase dificultăți în timpul școlii elementare.

## Personaje
În acest volum apare familia lui Greg Heffley, Rowley Jeferson și alte personaje.

## Traduceri în limba română
- Jurnalul unui puști, traducător: Andra Matzal, Editura ART, noiembrie 2010[3]

## Ecranizări
În 2010, Thor Freudenthal a regizat un film de comedie omonim care a avut premiera la 19 martie. A fost lansat pe DVD, iTunes și Blu-ray la 3 august 2010. În rolurile principale joacă actorii Zachary Gordon ca Greg Heffley, Robert Capron ca Rowley Jefferson, Steve Zahn ca Frank Heffley (Tata), Rachael Harris ca Susan Heffley (Mama), Devon Bostick ca Rodrick Heffley, Chloë Grace Moretz ca Angie Steadman și Connor & Owen Fielding ca Manny Heffley, fratele lui Greg.

## Legături externe
- Site web oficial
- Diary of a Wimpy Kid Arhivat în 6 martie 2017, la Wayback Machine. on FunBrain.com
- Diary of a Wimpy Kid - Channel One News Arhivat în 25 martie 2010, la Wayback Machine. Interview with Jeff Kinney on Channel One News
- The Wonderful World of Wimpy - Parade magazine An interview with Jeff Kinney in Parade Magazine